# Berlinka
Berlinka er den planlagte og delvis færdigbyggede motorvej (Reichsautobahn) mellem Berlin og Kaliningrad. Navnet Berlinka er nyt og er en kombination af Berlin og Link dvs. sammenkædning. Det betyder også "kommende fra Berlin" på polsk. Projektet blev planlagt og påbegyndt i 1930erne, men har stået stille i løbet af Den kolde Krig. I dag videreføres projektet.